# Ferid Chouchane
Ferid Chouchane (arab. فريد شوشان) (ur. 19 kwietnia 1973
roku w Sousse) – były tunezyjski piłkarz występujący na pozycji obrońcy.

## Kariera klubowa
Ferid Chouchane zawodową karierę rozpoczynał w 1995 roku w Étoile Sportive du Sahel. W zespole tym występował przez kolejne trzy lata. Z klubem ze Sousse zdobył mistrzostwo Tunezji w 1997, puchar Tunezji 1996, Puchar Zdobywców Pucharów Afryki 1997, Puchar CAF 1995 oraz Superpuchar Afryki 1998. W 1998 roku przeszedł do Club Africain Tunis, w którym grał do 2002 roku. Z klubem z Tunisu zdobył puchar Tunezji 1998 i 2002 i Puchar Zdobywców Pucharów Afryki 1999. Ostatni sezon w karierzę spędził w saudyjskim klubie Al-Qadisiyah Khobar.

## Kariera reprezentacyjna
W reprezentacji Tunezji Ferid Chouchane zadebiutował w 1996 roku. W tym samym roku uczestniczył w Pucharze Narodów Afryki. Uczestniczył w tej imprezie także dwa lata później. Największy sukces osiągnął w tej imprezie w 1996 roku w Południowej Afryce, gdzie Tunezja przegrała dopiero w finale z gospodarzami imprezy. W 1996 wystąpił na Igrzyskach Olimpijskich w Atlancie, gdzie wystąpił we wszystkich dwóch spotkaniach grupowych.
W 1998 Ferid Chouchane wystąpił na Mistrzostwach Świata, na których zespół prowadzony przez Henryka Kasperczaka nie wyszedł z grupy i odpadł z turnieju. Na imprezie tej Ferid Chouchane zagrał w dwóch meczach z: reprezentacją Kolumbii i reprezentacji Rumunii.